# Кипротич, Никсон
Никсон Кипротич — кенийский бегун на средние дистанции.
Родился в Баринго, провинция Рифт-Валли. Профессиональную спортивную карьеру начал в 1988 году. Специализировался в беге на 800 метров. Принял участие на Олимпийских играх 1988 года, на которых финишировал 8-м. На следующий год на чемпионате Африки выиграл золотую медаль в беге на 800 метров и бронзовую медаль на дистанции 1500 метров. Серебряный призёр игр Содружества 1990 года. На Олимпийских играх в Барселоне выиграл серебряную медаль с результатом 1.43,70.
В 1993 году обладал лучшим временем года на дистанции 800 метров — 1.43,54. В 1994 году установил личный рекорд в беге на 1500 метров — 3.39,06.